# Henri Jean Turlin
Henri Jean Turlin est un peintre et graveur français né le 6 avril 1846 à Paris et mort le 13 juin 1919 à Guyancourt. 

## Biographie
Henri Jean Turlin est un peintre de fleurs et de paysages ainsi qu'un aquafortiste. 
Il est élève de Félix Bracquemond et Ricardo de Los-Rios à l'École nationale des arts décoratifs à Paris.
Il expose au Salon de 1870 à 1882.
En 1904 et 1905, il expose à la Société des amis des arts de Bordeaux. Il habite alors au 13, rue Laffitte à Paris. Il a aussi demeuré à Ville-d'Avray à cette époque.